# 上維勒峰

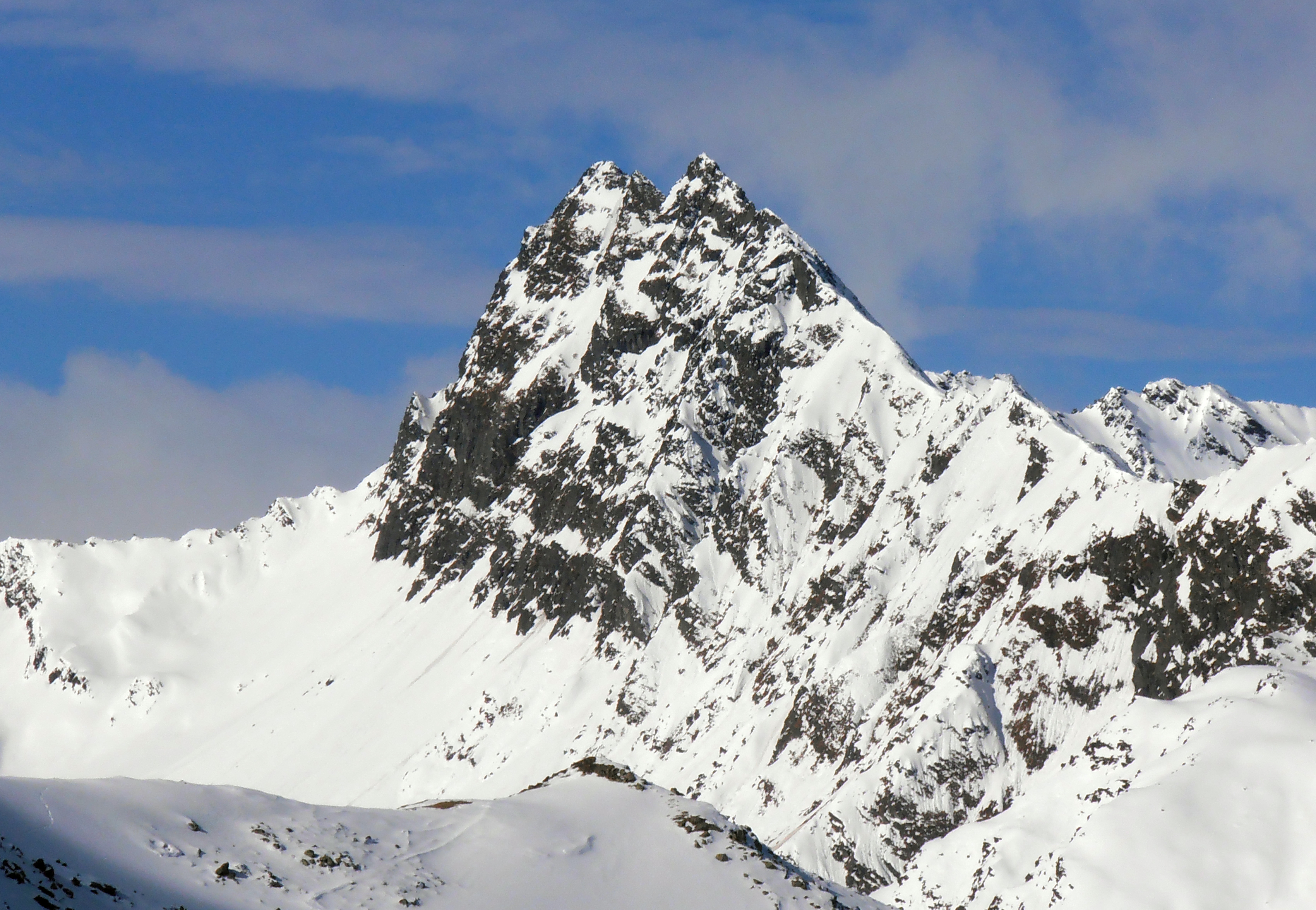

47°06′29″N 11°10′24″E / 47.10806°N 11.17333°E
上維勒峰（德語：Hohe Villerspitze），是奧地利的山峰，位於該國西部，由蒂羅爾州負責管轄，屬於斯圖拜阿爾卑斯山脈的一部分，海拔高度3,087米，人類在1887年7月20日首次登頂。